# Szlak rowerowy na Powstańce
 Szlak rowerowy na Powstańce – szlak biegnący na terenie Puszczy Augustowskiej o łącznej długości 18,9 km.

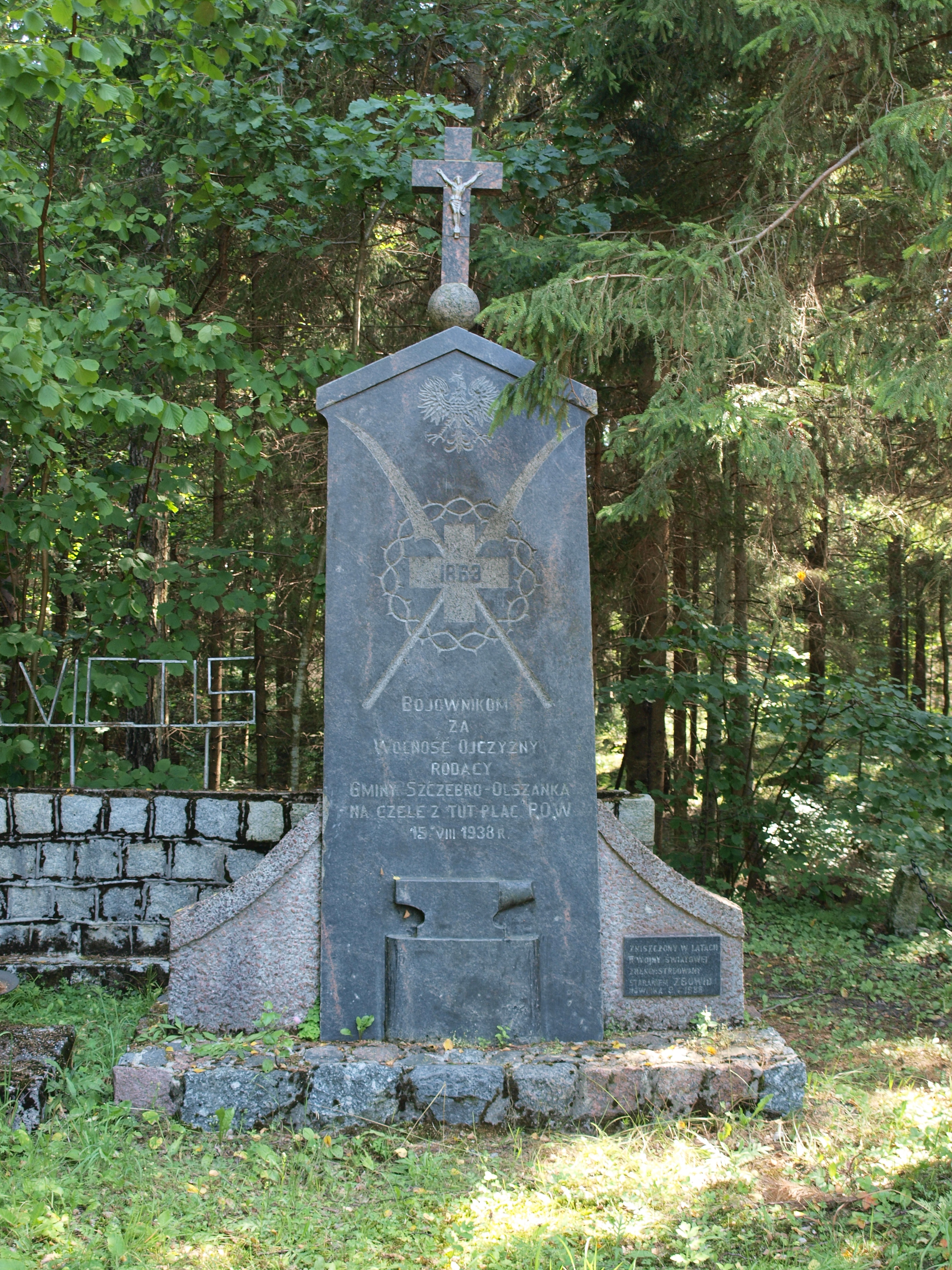
Pomnik na uroczysku „Powstańce”.

Szlak zaczyna się i kończy w Przewięzi (dzielnicy Augustowa) przy skrzyżowaniu drogi asfaltowej i żwirowej przed plażą „Patelnia”, następnie biegnie prosto drogą żwirową w kierunku uroczyska „Powstańce”. Po siedmiokilometrowym odcinku dociera do skrzyżowania i uroczyska gdzie znajduje się pomnik ku czci powstańców styczniowych i miejsce, gdzie w 1863 roku mieściła się powstańcza kuźnia. Na skrzyżowaniu szlak prowadzi w lewo, przez most na Bliźnie drogą piaszczystą w stronę Nowinki a następnie do Strękowizny. Za Strękowizną prowadzi drogą żwirową prosto do Rezerwatu Jezioro Kalejty. Szlak okrąża następnie jezioro Kalejty (Długie) i prowadzi drogą piaszczystą do Przewięzi. Przed Przewięzią łączy się ze szlakiem rowerowym wokół jezior Białe i Studzieniczne (niebieskim).
Szlak przebiega po terenie gmin Augustów, Płaska i Nowinka.